# Годфруа, Фредерик
Фредерик Годфруа (в ряде источников упоминается как Годефруа; фр. Frédéric Godefroy; 1826—1897) —  французский филолог и историк литературы, журналист и педагог — преподаватель французского языка.

## Биография
Фредерик Годефруа родился 13 февраля 1826 года в городе Париже в семье буржуа. Получил образование в небольшой семинарии при столичной церкви Сен-Никола-дю-Шардонне под наставничеством Феликса-Антона Дюпанлу. Получив образование занялся педагогической деятельностью.
Среди его наиболее известных произведений: «Lexique comparé de la langue de Corneille et de la langue du XVI s. en général» (1868); «Histoire de la littérature française depuis le XVI s. jusqu'à nos jours» (1859—1777). Его «Dictionnaire de l’ancienne langue française» представляет собой весьма важное пособие для изучения старофранцузского языка.
Фредерик Годефруа умер 30 сентября 1897 года в Лестель-Бетаррам.

## Избранная библиография
- Histoire de la littérature française depuis le XVI jusqu’à nos jours, 1859-1863
- Lexique comparée de la langue de Corneille et de la langue du XVII en général, 1862
- L’Instrument de la revanche. Études sur les principaux collèges chrétiens, 3 vol., 1872
- Morceaux choisis des prosateurs et poètes français du IX au XVI, gradués en cinq cours
- Histoire de la littérature française, depuis le XVI jusqu'à nos jours, 3 vol., 1859-63 ; suivis de 12 autres volumes jusqu’en 1882.
- La Mission de Jeanne d’Arc, 1878 ;
- Dictionnaire de l’ancienne langue française du IX au XV, 9 vol, 1891-1902 ; Tomes 1, 2, 3, 4, 5, 6, 7, 8, 9 sur Gallica
- La tristesse patriotique, le pèlerinage de Metz : discours prononcé au petit séminaire: de La Chapelle Saint-Mesmin, le 3 novembre 1874